# Avenida García del Río

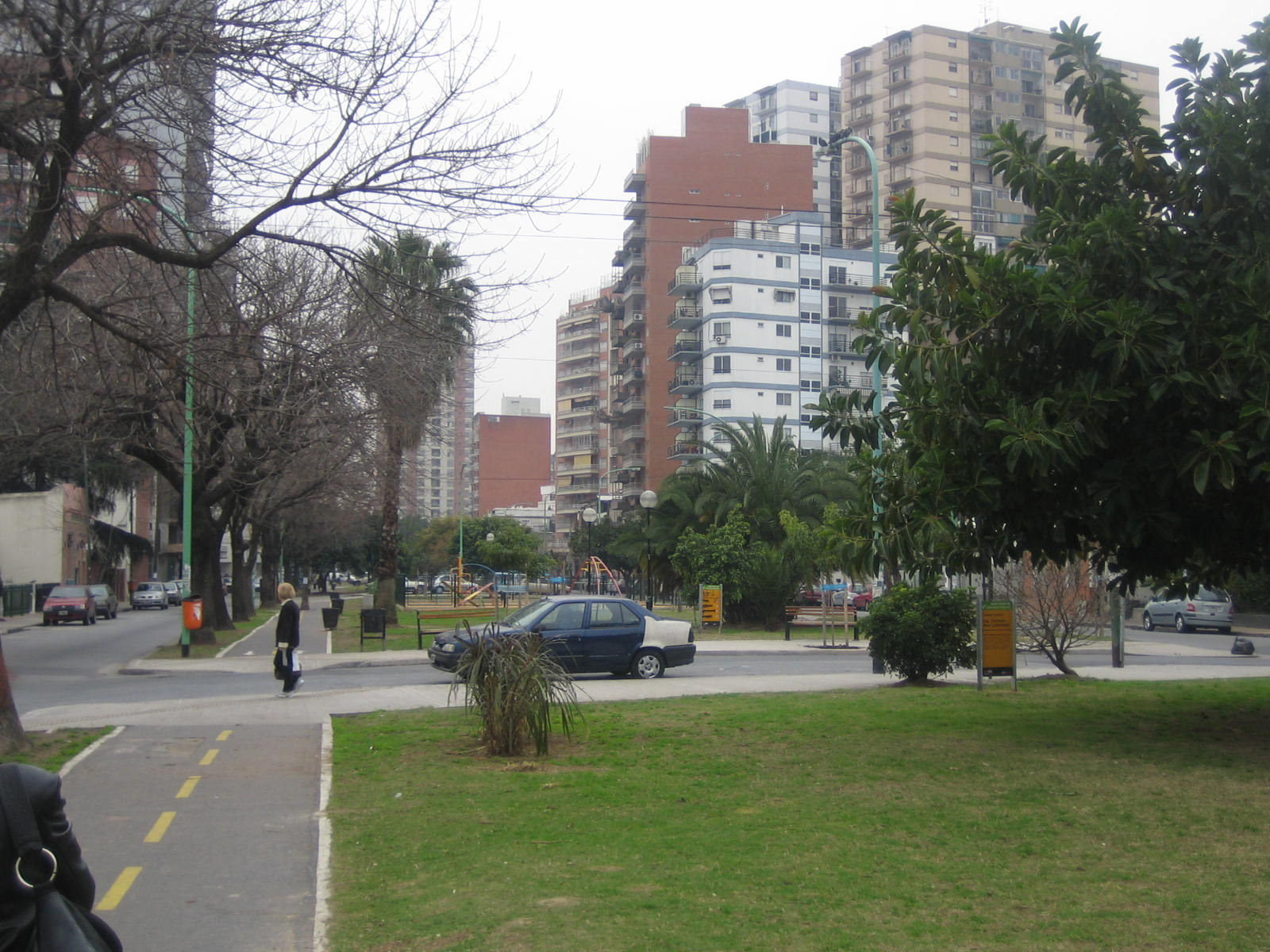
Imagen de la avenida, la primera calle que corta (en la imagen) es la calle Vidal.

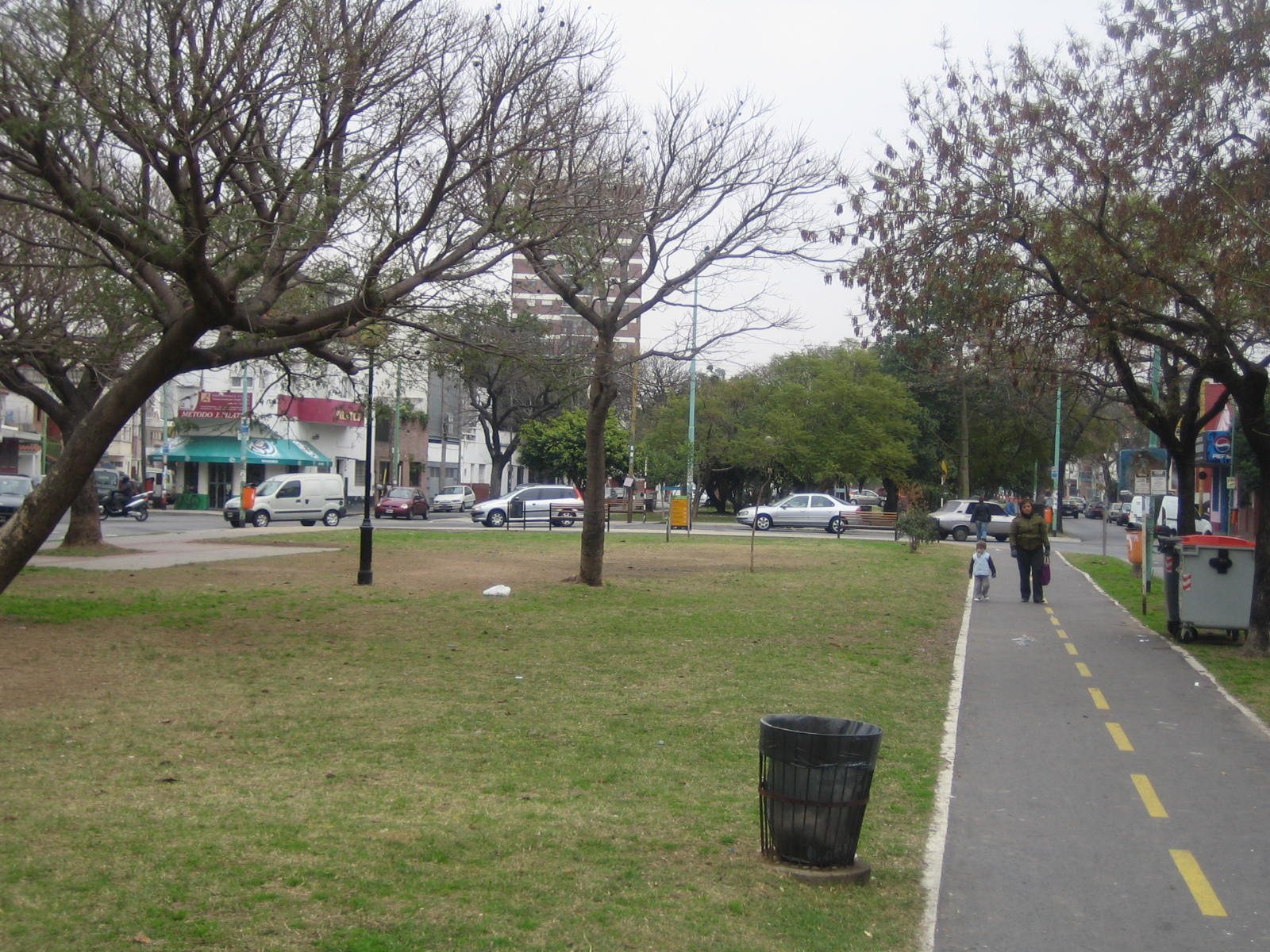
Imagen de la avenida, la primera calle que corta (en la imagen) es la avenida Crámer.

La avenida García del Río es una avenida de la Ciudad de Buenos Aires, Argentina, del barrio de Saavedra.
Su nombre homenajea a Juan García del Río (1794-1856), quien fuera un político y escritor colombiano.

## Recorrido
La avenida García del Río nace en la calle Valdenegro y termina en la avenida Cabildo. Tiene como características principales el hecho de contar en 5 manzanas de una parte de su recorrido con un gran espacio verde comprendido por unas plazas ubicadas entre un lado y otra de la calle (entre la numeración par e impar), dicha forma se presenta en la avenida desde la esquina con la Avenida Cabildo hasta la esquina con la calle Pinto.

## Arroyo Medrano
Por debajo de parte de la avenida García del Río se encuentra el Arroyo Medrano, un arroyo subterráneo entubado, el cual ha sido desbordado provocando inundaciones en los años 1980 y 1985 la causa de estas inundaciones se debió a sudestadas las cuales provocaron que el agua del arroyo alimentada por fuertes lluvias no pudiese salir al Río de la Plata ocasionando así grandes inundaciones de hasta un metro y medio de agua en la avenida.

## Zona Comercial
La avenida García del Río no posee una gran actividad comercial, aunque existen 2 avenidas que la atraviesan en las que el comercio está muy presente: la avenida Crámer y la avenida Cabildo.

## Zona Residencial
Existe una ordenanza que considera "zona residencial" a la avenida García del Río, desde su intersección en la calle Moldes hasta la calle Superí, impidiendo dicha ordenanza la construcción de edificios de más de 3 pisos sobre esta zona.
Cabe decir que sobre la Avenida García del Río desde el cruce con la calle Moldes hasta el cruce con la Avenida Cabildo (zona no limitada por la ordenanza) se han venido construyendo numerosos edificios cuyo fin es residencia u oficinas. 
Todos estos edificios de muchas pisos han comenzado a ser edificados en los años 2000 y 2001, siendo su auge durante los años 2003 a 2005.
Luego de cruzada la calle Pinto, la Avenida García del Río bordea el Parque Saavedra, donde existe una zona muy residencial, donde se encuentra en su mayoría casas o edificios muy bajos bordeando el parque. Dejado el parque la avenida continúa siendo muy residencial hasta su fin en la calle Valdenegro, cerca del Parque Sarmiento.

## Medios de transporte que pasan por la avenida

### Colectivos
Sobre la avenida circula únicamente dos líneas de colectivos (ver tabla principal) y algunas las líneas que solo cruzan la avenida sin recorrerla:
Algunas líneas de colectivos que circulan por la avenida:
Ver recuadro principal para más detalles